# Born Reckless (1937)
Born Reckless é um filme estadunidense de 1937, do gênero drama policial e de ação, dirigido por Malcolm St. Clair.